# Clarence Muse
Clarence Muse est un acteur, compositeur, scénariste et producteur de cinéma américain né le 14 octobre 1889 à Baltimore, Maryland (États-Unis), mort le 13 octobre 1979 à Perris (Californie).

## Biographie
Clarence Muse fut le premier Afro-Américain à tenir des rôles de premier plan au cinéma. Sa carrière s'étale sur plus de soixante ans et plus de 150 films.

## Filmographie

### Comme acteur

#### Années 1920
- 1921 : The Custard Nine
- 1929 : Election Day : Farina's father
- 1929 : Hearts in Dixie : Nappus

#### Années 1930
- 1930 : Honey de Wesley Ruggles
- 1930 : Deep South
- 1930 : Guilty? : Jefferson
- 1930 : A Royal Romance : Rusty
- 1930 : Swing High : Singer
- 1930 : Rain or Shine de Frank Capra : Nero
- 1930 : Les Révoltés (Outside the Law) de Tod Browning : Petit rôle
- 1931 : The Last Parade : Alabam' / Singing Voice of Condemned Man
- 1931 : Dirigible : Clarence
- 1931 : The Fighting Sheriff : Curfew
- 1931 : Huckleberry Finn : Jim
- 1931 : Secret Service : Jonas Polk
- 1931 : The Secret Witness (en) de Thornton Freeland : Jeff, Building Janitor
- 1931 : La Fille de l'enfer (Safe In Hell) de William A. Wellman : Newcastle, the Porter
- 1931 : X Marks the Spot
- 1932 : Blonde Vénus, de Josef von Sternberg : Charlie
- 1932 : The Woman from Monte Carlo : Tombeau
- 1932 : Prestige : Nham, Verlaine's Servant
- 1932 : The Wet Parade : Taylor Tibbs
- 1932 : Lena Rivers : Curfew
- 1932 : Cabaret de nuit (Night World) de Hobart Henley : Tim Washington, the Doorman
- 1932 : Attorney for the Defense, d'Irving Cummings : Jeff
- 1932 : Is My Face Red? : Horatio
- 1932 : Winner Take All de Roy Del Ruth : Rosebud, the Trainer
- 1932 : Les Morts-vivants (White Zombie) : Coach driver
- 1932 : Big City Blues : Nightclub Singer
- 1932 : Au seuil de l'enfer (Hell's Highway) de Rowland Brown et John Cromwell : Rascal
- 1932 : Ombres vers le sud (The Cabin in the Cotton), de Michael Curtiz : A Blind Negro
- 1932 : Washington Merry-Go-Round (en) de James Cruze : Clarence
- 1932 : Man Against Woman : Smoke Johnson
- 1932 : Si j'avais un million (If I Had a Million) de Ernst Lubitsch, Norman Z. McLeod, James Cruze : Prisonnier chantant
- 1932 : The Death Kiss : Shoeshine Man
- 1932 : Frisco Jenny, de William A. Wellman : Voix du chanteur
- 1933 : Laughter in Hell : Jackson
- 1933 : From Hell to Heaven d'Erle C. Kenton : Sam
- 1933 : The Mind Reader : Sam
- 1933 : The Life of Jimmy Dolan : Masseur
- 1933 : The Wrecker (en) : Chauffeur
- 1933 : Fury of the Jungle : Sunrise
- 1933 : Flying Down to Rio : Caddy in Haiti
- 1934 : Massacre d'Alan Crosland : Sam
- 1934 : Black Moon : ’Lunch’ McClaren
- 1934 : A Very Honorable Guy
- 1934 : The Personality Kid (en) d'Alan Crosland : Shamrock
- 1934 : Le Comte de Monte-Cristo (The Count of Monte Cristo) de Rowland V. Lee : Ali
- 1934 : Kid Millions de Roy Del Ruth : Native
- 1934 : La Course de Broadway Bill (Broadway Bill) de Frank Capra : Whitey
- 1935 : Alias Mary Dow : Rufe
- 1935 : After the Dance : Cook
- 1935 : The Public Menace (en) d'Erle C. Kenton : Janitor
- 1935 : Tempête au cirque (O'Shaughnessy's Boy) de Richard Boleslawski : Jeff
- 1935 : Harmony Lane (en) de Joseph Santley : Old Joe
- 1935 : Red Hot Tires (en) de D. Ross Lederman : Bud's Partner
- 1935 : Roses de sang (So Red the Rose) de King Vidor : Cato
- 1935 : East of Java : Johnson
- 1936 : Muss 'em Up : William, Harding's Chauffeur
- 1936 : Laughing Irish Eyes : Deacon
- 1936 : The Broken Earth
- 1936 : Show Boat de James Whale : Sam, portier au Trocadero
- 1936 : Spendthrift de Raoul Walsh : Table captain
- 1936 : Follow Your Heart : Choir Leader
- 1936 : Daniel Boone de David Howard : Pompey
- 1936 : Fibbing Fibbers : Clarence, the Valet
- 1936 : Mysterious Crossing : Lincoln
- 1937 : Deep South
- 1937 : High Hat : Congo MacRosenbloom
- 1937 : Jungle Menace d'Harry L. Fraser : Shuffle (black street singer)
- 1938 : Spirit of Youth : Frankie Walburn
- 1938 : Frou-Frou (The Toy Wife) de Richard Thorpe : Brutus, serviteur d'André Vallaire
- 1938 : Prison Train : Train Steward
- 1938 : Secrets of a Nurse : Tiger
- 1939 : Way Down South : Uncle Caton

#### Années 1940
- 1940 : Sporting Blood de S. Sylvan Simon
- 1940 : Broken Strings (en) de Bernard B. Ray : Arthur Williams
- 1940 : Zanzibar (en) d'Harold D. Schuster :Bino
- 1940 : Maryland, de Henry King : Reverend Bitters
- 1940 : That Gang of Mine : Ben
- 1940 : Alice in Movieland : Porter
- 1940 : Murder Over New York : Butler
- 1940 : La Roulotte rouge (Chad Hanna), de Henry King : Homme noir
- 1941 : La Famille Stoddard (Adam Had Four Sons), de Gregory Ratoff : Sam
- 1941 : La Belle Ensorceleuse (The Flame of New Orleans), de René Clair : Samuel, conducteur de chariot
- 1941 : Le Fantôme invisible (Invisible Ghost) de Joseph H. Lewis : Evans, le majordome
- 1941 : Folie douce (Love Crazy), de Jack Conway : Robert
- 1941 : Kisses for Breakfast : Old Jeff
- 1941 : Gentleman from Dixie : Jupe
- 1941 : Belle Starr : Black Man
- 1941 : Among the Living : Waiter
- 1942 : Tough As They Come : Eddie
- 1942 : Six Destins (Tales of Manhattan), de Julien Duvivier : Grandpa
- 1942 : La Justice des hommes (The Talk of the Town), de George Stevens : Supreme Court Doorkeeper
- 1942 : Sin Town (en) de Ray Enright : Porter
- 1942 : Le Cygne noir (The Black Swan), de Henry King : Le serviteur de Margaret
- 1943 : L'Ombre d'un doute (Shadow of a Doubt), d'Alfred Hitchcock : Pullman porter
- 1943 : Sherlock Holmes à Washington (Sherlock Holmes in Washington), de Roy William Neill : George, the club car porter
- 1943 : L'Aventure inoubliable (The Sky's the Limit) : Colonial Club Doorman
- 1943 : Honeymoon Lodge : Porter
- 1943 : Le Ciel peut attendre (Heaven Can Wait), d'Ernst Lubitsch : Jasper, majordome de Strabel
- 1943 : Quand le jour viendra (Watch on the Rhine), de Herman Shumlin : Horace
- 1943 : Johnny le vagabond (Johnny Come Lately) : Butler
- 1943 : Obsessions (Flesh and Fantasy), de Julien Duvivier : Jeff
- 1943 : Over the Wall
- 1944 : The Racket Man de D. Ross Lederman : George
- 1944 : Jam Session : Henry
- 1944 : Stars on Parade (en) : Carter
- 1944 : Soul of a Monster : Entertainer
- 1944 : Assurance sur la mort (Double Indemnity), de Billy Wilder : Homme
- 1944 : In the Meantime, Darling, d'Otto Preminger : Henry (portier, Hôtel Craig)
- 1944 : San Diego I Love You : Porter
- 1945 : Jungle Queen : Kyba
- 1945 : L'introuvable rentre chez lui (The Thin Man Goes Home) : Porter on Train
- 1945 : God Is My Co-Pilot : Frank
- 1945 : Without Love : Porter
- 1945 : Boston Blackie's Rendezvous : Porter
- 1945 : She Wouldn't Say Yes : Porter
- 1945 : La Rue rouge (Scarlet Street), de Fritz Lang : Ben (Bank Janitor)
- 1946 : Two Smart People, de Jules Dassin : Portier
- 1946 : Nuit et Jour (Night and Day), de Michael Curtiz : Portier
- 1946 : Affairs of Geraldine : Porter
- 1947 : The Peanut Man : Dr George Washington Carver
- 1947 : La Brune de mes rêves (My Favorite Brunette), de Elliott Nugent : Deuxième comdamné
- 1947 : A Likely Story : Porter
- 1947 : Le Docteur et son toubib (Welcome Stranger) de Elliott Nugent : Clarence, Train Waiter
- 1947 : Joe Palooka in the Knockout : Smoky
- 1947 : Les Conquérants d'un nouveau monde (Unconquered), de Cecil B. DeMille : Jason
- 1948 : King of the Gamblers (en) : Tom the Porter
- 1948 : La Rivière d'argent (Silver River) : Servant
- 1948 : Le Droit de tuer (An Act of Murder) : Mr. Pope
- 1949 : The Great Dan Patch : Voodoo

#### Années 1950
- 1950 : Jour de chance (Riding High) : Whitey
- 1950 : County Fair : Romulus
- 1951 : Mon passé défendu (My Forbidden Past) : Pompey
- 1951 : Quand les tambours s'arrêteront (Apache Drums) : Jehu
- 1952 : Scandale à Las Vegas (The Las Vegas Story) : Pullman porter
- 1952 : Le Trésor des Caraïbes (Caribbean) : Quashy
- 1953 : Courrier pour la Jamaïque (Jamaica Run) : Mose
- 1953 : Le soleil brille pour tout le monde (The Sun Shines Bright) : Uncle Zack
- 1954 : She Couldn't Say No : Diaper Delivery Man
- 1955 : Casablanca (série TV) : Sam (1955-1956)
- 1956 : La VRP de choc (The First Traveling Saleslady) : Amos (replaced by Johnny Lee)
- 1959 : Porgy and Bess d'Otto Preminger : Peter

#### Années 1970
- 1972 : Buck et son complice (Buck and the Preacher) : Cudjo
- 1973 : Nanou, fils de la Jungle (The World's Greatest Athlete) : Gazenga's Assistant
- 1973 : A Dream for Christmas (TV) : Donald Freeland
- 1976 : Car Wash de Michael Schultz : Snapper
- 1977 : Passing Through
- 1979 : L'Étalon noir (The Black Stallion) : Snoe

### Comme compositeur
- 1932 : Au seuil de l'enfer (Hell's Highway) de Rowland Brown et John Cromwell
- 1937 : High Hat
- 1938 : Spirit of Youth

### Comme scénariste
- 1939 : Way Down South